# منتصلة رئوية
منتصلة رئوية (الاسم العلمي: Achromobacter pulmonis) هي نوع من البكتيريا، سلبية الغرام، تتبع المنتصلة.